# Музеј архелогије и етнографије
Музеј архелогије и етнографије (азер. Arxeologiya və Etnoqrafiya Muzeyi) је музеј у Бакуу, Азербејџан, који је основан 1976. године. Носи име по азербејџанском архитекти Михаилу Хусеинову. Музеј је подељен у два одељка: етнографију и археологију. Етнографко одељење приказује материјале који се односе на 19. и почетак 20. века, као и живот народа Азербејџана, док су у археолошком изложени налази који обухватају све историјске и културне фазе Азербејџана, од каменог доба до касног средњег века.
Музејске изложбе садрже детаљне информације о налазиштима примитивних људи, насељима узгајивача домаћих говеда и фармера, историјске и материјалне културе античких градова, надгробним споменицима, азербејџанској уметности у античким временима, економији, животном стилу, моралним вредностима предака азербејџанског народа.

## Зграда Музеја
Саграђена је почетком 20. века и тада је названа ’’Кућа ланаца”. Њен власник 1920. године је био трговац Хаџи Мамадхусеин Мамадов. Године 1928. прешла је у руке браће Меликов, угледних трговаца Старог града (азер. İçəri Şəhər). Управа царина Бакуа конфисковала је здање 1930. године због кријумчарења и предала је држави. Од 1930. постала је шивачка фабрика Наримана Нариманова. Том приликом су извршене измене на фасади и уклоњени неки архетектонски елементи. Пошто су браћа Меликов последњи власници здања, објекат је познат и под називом Кућа браће Меликов. Архитектонски стил и уметнички естетски изглед зграде заузимају место у споменицима архитектуре изграђеним у Старом граду почетком 20. века.